# 混乱冒险
混乱冒险是由韩国Nako Interactive開發的3DMMORPG，內容以科幻為題材，內容敘述人類離開地球後到達另一顆行星與其他種族互動的故事。
于2002年正式登陆，但由于游戏内部的各种问题，NAKO最终放弃了开发。此遊戲在大陆、香港與臺湾均由游戏橘子代理。

## 營運史
- 2001年8月：韓國開始Beta測試。
- 2004年10月20日：香港、臺灣的混亂冒險正式合併 。
- 2007年9月28日：大陸混亂冒險正式停權 。
- 2007年11月30日：臺灣混亂冒險正式停權 。

## 設定
以虛構的救援之星為故事背景，救援之星的大小與地球相近，天空晴朗蔚藍，空氣清新，涼風習習，擁有豐饒的綠色大地，存在有三個種族以及二十二片龐大的地區。
救援之星上原本有二十一族，各自佔據有不同領域，和平地生活著，但由於四百年前發生大戰，一直延續到近期，使得十八個種族皆已滅亡或銷聲匿跡，他們原本居住的地區則皆落入大部分殘存的三個種族布坎族、凱利頓族、以及耶蒂亞族的勢力影響之下。 
西元2357年冬，被選出的約五十萬名人類搭上避難的賽維遜太空母艦，離開污染至極的地球，開始航向另一顆行星「救援之星」。這次宇宙之旅歷時七年，在歷經了迂迴曲折的旅程後，這些人終於到達「救援之星」，起初各方雖然為了擴張領域而彼此戰爭，但是由於意料之外的外來種族「普羅格梅爾」侵略救援之星，使得四個種族間的戰爭暫時休止，互相合力擊退普羅格梅爾，而且四個種族必須和平共存。為了達到相互和解，各族必須要和別族進行同盟、擁有戰鬥技術及使用各種設備的技術。
有些人可以獨自成為領袖，組織隊伍或公會，也可以為了達成和平共存成為領導者，喜愛力量的人可以成為戰士型的英雄或運用魔法之力統治世界的魔界英雄，喜愛智慧者則可成為理想主義型的國家領袖，也可培養生產能力，成為主導人類定居過程的司令官。

## 外部連結
- 韓國官網
- 日本官網
- 美國官網